# Barygnathella
Barygnathella is een geslacht van vlinders van de familie bladrollers (Tortricidae), uit de onderfamilie Tortricinae.

## Soorten
- B. acrogonia (Diakonoff, 1954)
- B. anthracospila (Diakonoff, 1954)
- B. argentea (Diakonoff, 1954)
- B. bathyglypha (Diakonoff, 1951)
- B. caryotrota (Meyrick, 1938)
- B. centripeta Diakonoff, 1973
- B. chrysauges (Diakonoff, 1954)
- B. diagrapha Diakonoff, 1973
- B. glaucops (Diakonoff, 1954)
- B. lithodes (Diakonoff, 1954)
- B. olivacea (Diakonoff, 1954)
- B. ophiodora (Diakonoff, 1954)
- B. orphnina (Diakonoff, 1954)
- B. phanerosema Diakonoff, 1972
- B. plagiozona Diakonoff, 1972
- B. polystalagma (Diakonoff, 1953)
- B. prosecta Diakonoff, 1972
- B. psorospora Diakonoff, 1973
- B. pulverulosa Diakonoff, 1972
- B. rhodantha (Diakonoff, 1954)
- B. seriographa Diakonoff, 1974
- B. subtilis (Diakonoff, 1954)
- B. teratographa (Diakonoff, 1954)
- B. triangulum (Diakonoff, 1954)
- B. tricolor (Diakonoff, 1944)
- B. virens (Diakonoff, 1954)